# いわて沼宮内駅

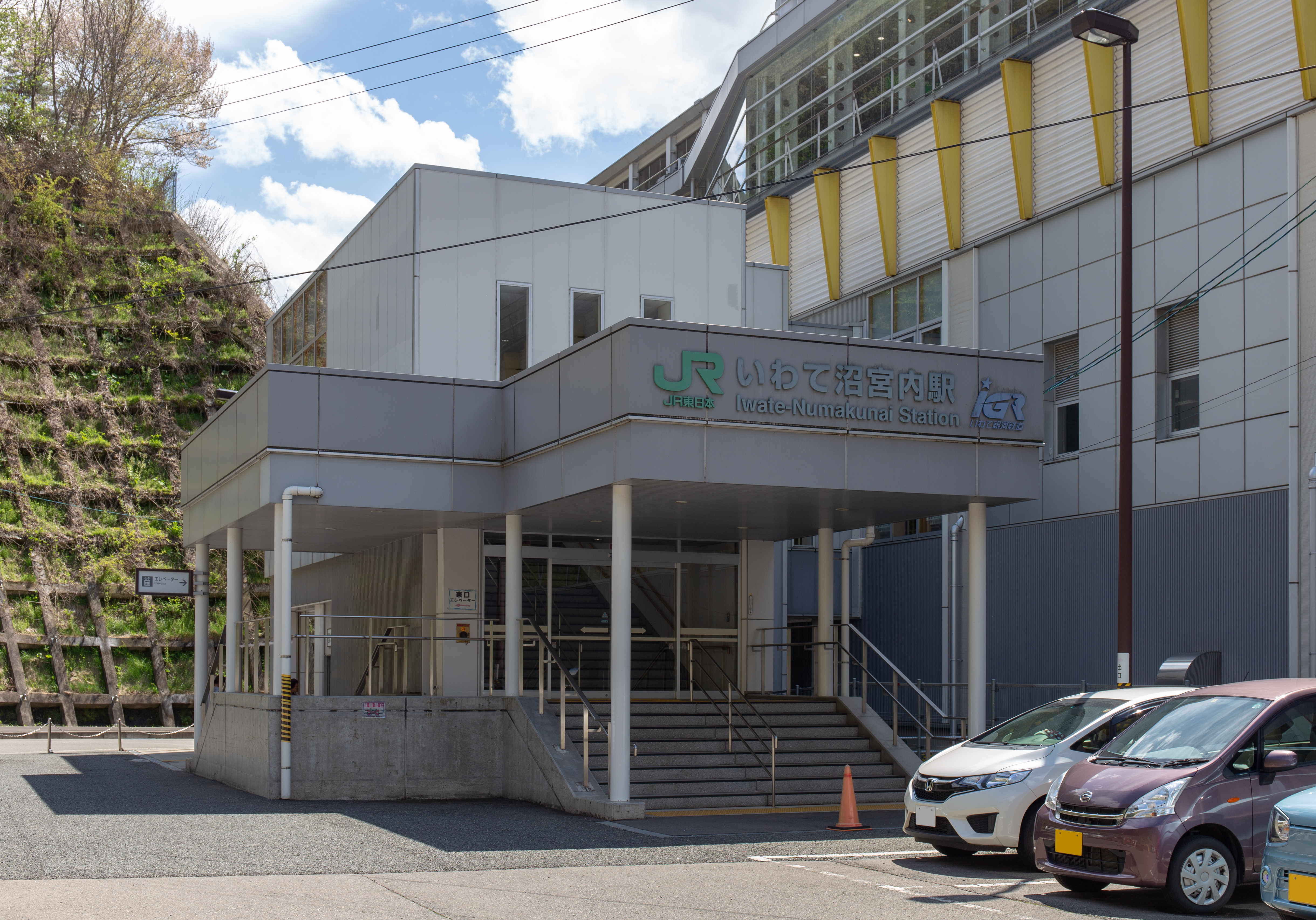
東口（2018年5月）

いわて沼宮内駅（いわてぬまくないえき）は、岩手県岩手郡岩手町大字江刈内（えかりない）にある、東日本旅客鉄道（JR東日本）・IGRいわて銀河鉄道の駅である。

## 概要
1891年（明治24年）9月1日、日本鉄道の沼宮内駅（ぬまくないえき）として開業した。1906年（明治39年）11月1日に日本鉄道が国有化され、官設鉄道の駅となった。
かつては東北本線の途中駅であり、特急「はつかり」の他にも、急行「八甲田」・「くりこま」などの優等列車が停車していた。東北本線が非電化だった当時は一戸機関区の支区があり、十三本木峠越えに備えて補助機関車の連結や解結を当駅で行っていた。
1993年（平成5年）以降は定期優等列車の停車がなくなり、普通列車のみ停車していたが、2002年（平成14年）12月1日に東北新幹線が八戸駅まで延伸開業したことに伴い、新幹線の停車駅となり、岩手町の代表駅であることを強調するため、いわて沼宮内駅に改称された。同時に、並行在来線であった東北本線の一部がIGRに転換されたため、当駅は東北新幹線といわて銀河鉄道線の接続駅となっている。

## 歴史
- 1891年（明治24年）9月1日：日本鉄道の沼宮内駅（ぬまくないえき）として開業[3]。
- 1893年（明治26年）3月16日：電報の取り扱いを開始[4]。
- 1906年（明治39年）11月1日：日本鉄道が国有化[3]。官設鉄道の駅となる。
- 1909年（明治42年）10月12日：国有鉄道線路名称の制定により、東北本線の駅となる。
- 1963年（昭和38年）10月31日：電報の取り扱いを廃止[5]。
- 1968年（昭和43年）10月1日：当駅を含む東北本線の盛岡駅 - 青森駅間が複線電化される（ヨンサントオ）。
- 1982年（昭和57年）11月15日：ダイヤ改正により、特急「はつかり」の停車を開始。
- 1984年（昭和59年）2月1日：貨物の取り扱いを廃止[3]。
- 1985年（昭和60年）3月14日：荷物の扱いを廃止[3]。
- 1987年（昭和62年）4月1日：国鉄分割民営化に伴い、東日本旅客鉄道の駅となる[3]。
- 1988年（昭和63年）：政府と自民党が結んだ取り決めで、盛岡駅 - 沼宮内駅（当時）間と八戸駅 - 青森駅間をミニ新幹線で、沼宮内駅 - 八戸駅間を新幹線規格（フル規格）で建設することとされ、沼宮内駅と八戸駅は両方式の接続点となった（1994年〈平成6年〉に盛岡駅 - 沼宮内駅間がフル規格に変更された）[6]。整備新幹線の項目も参照。
- 1993年（平成5年）
  - 3月18日：ダイヤ改正により、特急「はつかり」の停車を取りやめる。末期は一日一往復のみの停車であった。
  - 12月1日：当駅に定期優等列車では唯一停車していた急行「八甲田」が臨時列車化され、当駅に停車する定期優等列車はなくなる。
- 2002年（平成14年）
  - 10月1日：現在の駅舎が完成[新聞 1]。
  - 12月1日：東北新幹線が八戸駅まで延伸開業し、JR駅は東北新幹線の駅になる。また並行在来線（東北本線）の第三セクター化に際し、在来線の駅はIGRいわて銀河鉄道の駅となる。同時に駅名をいわて沼宮内駅に改称[2]。
- 2009年（平成21年）：IGRいわて沼宮内駅長を廃止し、IGR盛岡駅長管理下となる。
- 2011年（平成23年）8月1日：金田一温泉発北上行きの運転区間が当駅始発に短縮されたのに伴い、東北本線との直通運転区間が当駅までに短縮。代替として金田一温泉始発盛岡行き臨時列車を新設、御堂以北から東北線直通利用は当駅の2・3番線ホームで同一ホーム乗継ぎとなる。
- 2017年（平成29年）9月30日：キオスクが閉店。
- 2020年（令和2年）3月14日：新幹線eチケットサービスを開始[報道 1]。
- 2021年（令和3年）3月13日：タッチでGo!新幹線のサービスを開始[報道 2][注 1]。
- 2024年（令和6年）10月1日：JR東日本（東北新幹線）でえきねっとQチケのサービスを開始[7][報道 3]。

## 駅構造
現駅舎は岩手町の施設である岩手広域交流センター「プラザあい」に併設されており、JR・IGR各線改札口のコンコースが駅西口の「プラザあい」3階と東口を結んでいる。

### JR東日本
駅舎4階部分に相対式ホーム2面2線を有する高架駅。通過線がなく、安全のために可動式安全柵が設置されている。当駅・二戸駅・八戸駅の東北新幹線ホーム有効長は「12両」となっている。これは利用客・沿線人口・運転本数が少ないため、16両編成の列車が乗り入れる必要はないとの判断による。定期列車8往復（東京駅発着の「はやぶさ」が7往復、仙台駅発着の「はやぶさ」が1往復）が停車する。
事務管コードは、国鉄時代以来の旧沼宮内駅のコードを継承した▲211031。
駅舎3階にみどりの窓口、指定席券売機、自動改札機（新幹線eチケットサービス、タッチでGo!新幹線、えきねっとQチケ対応）が設置されている。開業当初はそば屋（NRE）やキヨスクもあったが、現在は閉店している。
直営駅で、駅長・助役が配置されている。管理駅でもあるが、当駅は自駅のみの単駅管理となっている。新幹線ホームの運転扱いは基本的に当務駅長（当直助役）が上下ホームとも行うが、列車遅延時の対応のため出札担当も運転取扱いが可能な社員を配置している。

#### のりば
| 番線 | 路線               | 方向 | 行先                   |
| ---- | ------------------ | ---- | ---------------------- |
| 1    | 東北・北海道新幹線 | 下り | 新青森・新函館北斗方面 |
| 2    | 東北新幹線         | 上り | 盛岡・仙台・東京方面   |

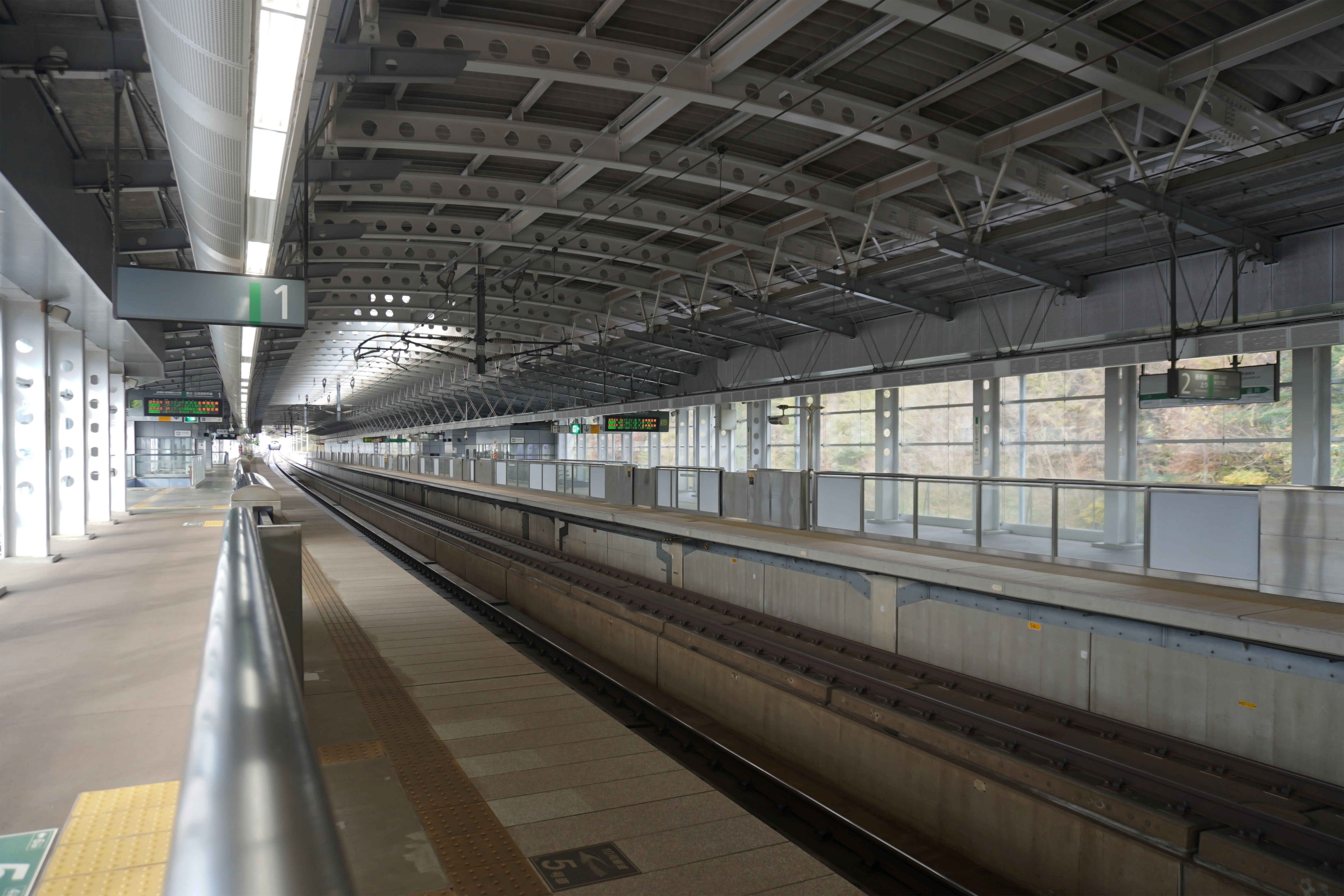
ホーム（2024年11月）

### IGRいわて銀河鉄道
単式ホーム1面1線と島式ホーム1面2線、合計2面3線のホームを有する地上駅。互いのホームは跨線橋で連絡している。IGR開業に合わせて2番線・3番線ホームにエレベーターが設置された。
盛岡駅管理の直営駅で、早朝夜間は駅員が不在となる。3階の駅舎には改札口、出札窓口、自動券売機がある。IGR開業当時は管理駅として、岩手川口 - 奥中山高原間の各駅を管理下に置いていた。
当駅より八戸方面に向かう列車は全体の半分程度で、盛岡方面からの列車の約半分が当駅で折り返す。

#### のりば
| 番線 | 路線               | 方向 | 行先     |
| ---- | ------------------ | ---- | -------- |
| 1    | ■ いわて銀河鉄道線 | 下り | 八戸方面 |
| 2・3 | ■ いわて銀河鉄道線 | 上り | 盛岡方面 |

- 夜間留置はなく、朝晩に盛岡駅 - 当駅間の回送列車が設定されている。

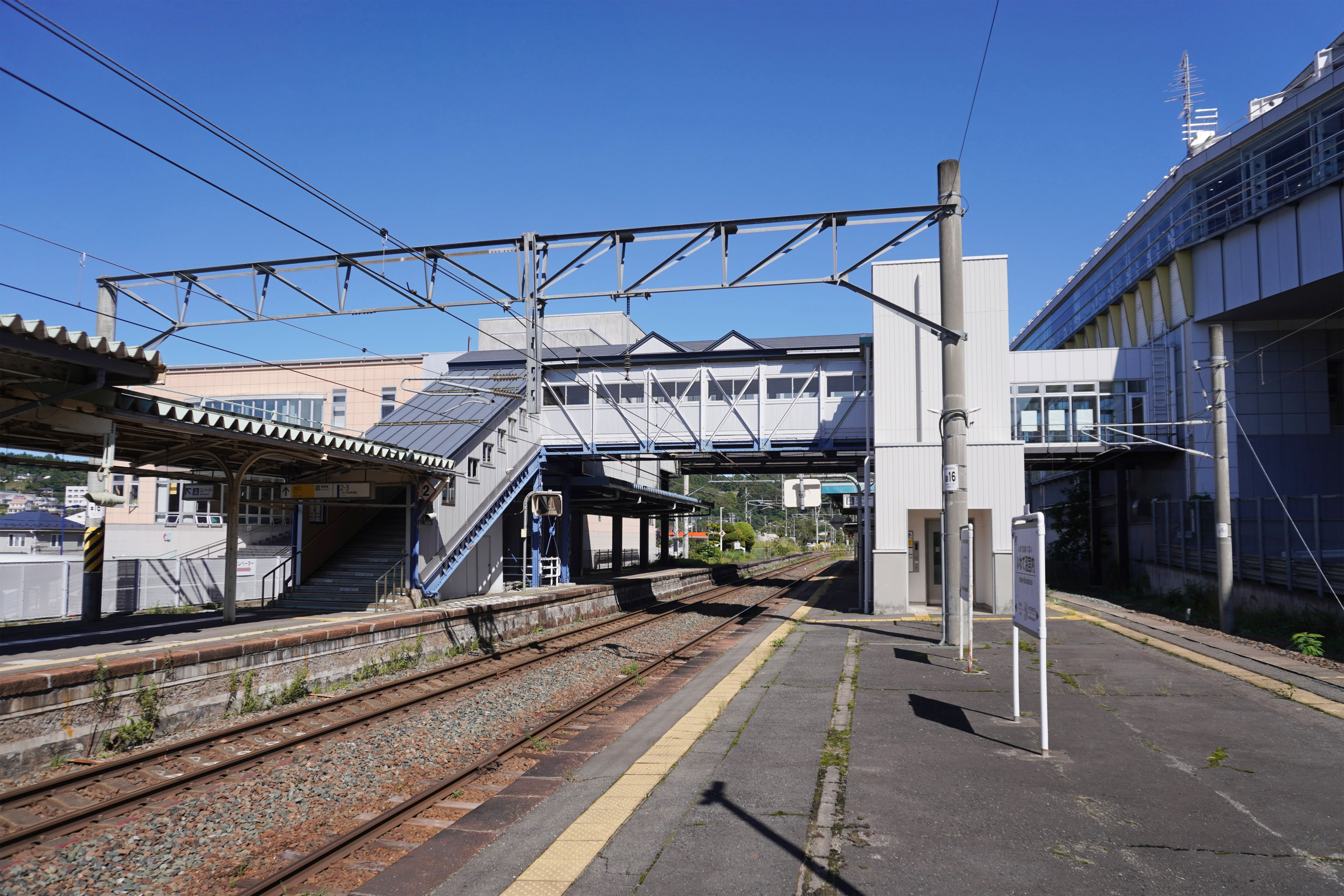
ホーム（2023年9月）

## 利用状況

### JR東日本
JR東日本によると、2023年度（令和5年度）の1日平均乗車人員は72人である。これは東北新幹線のみならずJR東日本の新幹線停車駅では最も乗車人員が少ない。2016年（平成28年）3月26日に北海道新幹線が開業するまでは当駅が全国で最も乗車人員が少ない新幹線駅であり、現在では奥津軽いまべつ駅、木古内駅に次いで3番目に少ない。
2000年度（平成12年度）以降の推移は以下のとおりである。なお、2000年度（平成12年度）- 2002年度（平成14年度）については、在来線・沼宮内駅時代のものとして算出している。また、2012年度（平成24年度）以降の括弧内の統計値は「各駅の乗車人員」のものである。
| 1日平均乗車人員推移（JR東日本） | 1日平均乗車人員推移（JR東日本） | 1日平均乗車人員推移（JR東日本） | 1日平均乗車人員推移（JR東日本） | 1日平均乗車人員推移（JR東日本） | 1日平均乗車人員推移（JR東日本） |
| 年度                            | 定期外                          | 定期                            | 合計                            | 前年度比                        | 出典                            |
| ------------------------------- | ------------------------------- | ------------------------------- | ------------------------------- | ------------------------------- | ------------------------------- |
| 2000年（平成12年）              |                                 |                                 | 765                             |                                 | [ JR 1 ]                        |
| 2001年（平成13年）              |                                 |                                 | 725                             |                                 | [ JR 2 ]                        |
| 2002年（平成14年）              |                                 |                                 | 516                             |                                 | [ JR 3 ]                        |
| 2003年（平成15年）              |                                 |                                 | 101                             |                                 | [ JR 4 ]                        |
| 2004年（平成16年）              |                                 |                                 | 98                              |                                 | [ JR 5 ]                        |
| 2005年（平成17年）              |                                 |                                 | 100                             |                                 | [ JR 6 ]                        |
| 2006年（平成18年）              |                                 |                                 | 110                             |                                 | [ JR 7 ]                        |
| 2007年（平成19年）              |                                 |                                 | 115                             |                                 | [ JR 8 ]                        |
| 2008年（平成20年）              |                                 |                                 | 119                             |                                 | [ JR 9 ]                        |
| 2009年（平成21年）              |                                 |                                 | 117                             |                                 | [ JR 10 ]                       |
| 2010年（平成22年）              |                                 |                                 | 102                             |                                 | [ JR 11 ]                       |
| 2011年（平成23年）              |                                 |                                 | 78                              |                                 | [ JR 12 ]                       |
| 2012年（平成24年）              | 79 (74)                         | 9 (9)                           | 88 (84)                         |                                 | [ JR 13 ] [ 新幹線 2 ]          |
| 2013年（平成25年）              | 77 (75)                         | 10 (10)                         | 88 (85)                         |                                 | [ JR 14 ] [ 新幹線 3 ]          |
| 2014年（平成26年）              | 74 (71)                         | 8 (8)                           | 80 (80)                         |                                 | [ JR 15 ] [ 新幹線 4 ]          |
| 2015年（平成27年）              | 73 (70)                         | 11 (11)                         | 85 (82)                         |                                 | [ JR 16 ] [ 新幹線 5 ]          |
| 2016年（平成28年）              | 75 (73)                         | 9 (9)                           | 85 (82)                         |                                 | [ JR 17 ] [ 新幹線 6 ]          |
| 2017年（平成29年）              | 75 (72)                         | 7 (7)                           | 83 (80)                         |                                 | [ JR 18 ] [ 新幹線 7 ]          |
| 2018年（平成30年）              | 73 (71)                         | 9 (9)                           | 83 (80)                         |                                 | [ JR 19 ] [ 新幹線 8 ]          |
| 2019年（令和元年）              | 67 (65)                         | 11 (11)                         | 78 (76)                         |                                 | [ JR 20 ] [ 新幹線 9 ]          |
| 2020年（令和02年）              | 19 (19)                         | 13 (13)                         | 32 (33)                         | −59.0%                          | [ JR 21 ] [ 新幹線 10 ]         |
| 2021年（令和03年）              | 24 (25)                         | 13 (13)                         | 38 (39)                         | 17.7%                           | [ JR 22 ] [ 新幹線 11 ]         |
| 2022年（令和04年）              | 44                              | 13                              | 57                              | 49.8%                           | [ 新幹線 12 ]                   |
| 2023年（令和05年）              | 56                              | 15                              | 72                              | 126.3%                          | [ 新幹線 1 ]                    |

### IGRいわて銀河鉄道
IGRいわて銀河鉄道によると、2024年度（令和6年度）の1日平均乗降人員は717人である。盛岡方面への通勤通学も多く、朝や夕方には駅付近が混雑している。
2002年度（平成14年度）以降の推移は以下のとおりである。
| 1日平均乗降人員推移（IGRいわて銀河鉄道） | 1日平均乗降人員推移（IGRいわて銀河鉄道） | 1日平均乗降人員推移（IGRいわて銀河鉄道） | 1日平均乗降人員推移（IGRいわて銀河鉄道） | 1日平均乗降人員推移（IGRいわて銀河鉄道） | 1日平均乗降人員推移（IGRいわて銀河鉄道） | 1日平均乗降人員推移（IGRいわて銀河鉄道） |
| 年度                                     | 定期                                     | 定期                                     | 定期                                     | 定期外                                   | 合計                                     | 出典                                     |
| 年度                                     | 通勤                                     | 通学                                     | 合計                                     | 定期外                                   | 合計                                     | 出典                                     |
| ---------------------------------------- | ---------------------------------------- | ---------------------------------------- | ---------------------------------------- | ---------------------------------------- | ---------------------------------------- | ---------------------------------------- |
| 2002年（平成14年）                       | 258                                      | 561                                      | 819                                      | 461                                      | 1,280                                    | [ IGR 2 ]                                |
| 2003年（平成15年）                       | 212                                      | 581                                      | 793                                      | 411                                      | 1,204                                    | [ IGR 3 ]                                |
| 2004年（平成16年）                       | 216                                      | 517                                      | 733                                      | 368                                      | 1,101                                    | [ IGR 4 ]                                |
| 2005年（平成17年）                       | 216                                      | 485                                      | 701                                      | 354                                      | 1,055                                    | [ IGR 5 ]                                |
| 2006年（平成18年）                       | 236                                      | 468                                      | 704                                      | 340                                      | 1,044                                    | [ IGR 6 ]                                |
| 2007年（平成19年）                       | 239                                      | 520                                      | 759                                      | 328                                      | 1,087                                    | [ IGR 7 ]                                |
| 2008年（平成20年）                       | 225                                      | 506                                      | 731                                      | 323                                      | 1,054                                    | [ IGR 8 ]                                |
| 2009年（平成21年）                       | 222                                      | 479                                      | 701                                      | 313                                      | 1,014                                    | [ IGR 9 ]                                |
| 2010年（平成22年）                       | 221                                      | 501                                      | 722                                      | 290                                      | 1,012                                    | [ IGR 10 ]                               |
| 2011年（平成23年）                       | 191                                      | 499                                      | 690                                      | 279                                      | 969                                      | [ IGR 11 ]                               |
| 2012年（平成24年）                       | 209                                      | 446                                      | 655                                      | 282                                      | 937                                      | [ IGR 12 ]                               |
| 2013年（平成25年）                       | 280                                      | 429                                      | 709                                      | 251                                      | 960                                      | [ IGR 13 ]                               |
| 2014年（平成26年）                       | 292                                      | 456                                      | 748                                      | 241                                      | 989                                      | [ IGR 14 ]                               |
| 2015年（平成27年）                       | 295                                      | 411                                      | 706                                      | 236                                      | 942                                      | [ IGR 15 ]                               |
| 2016年（平成28年）                       | 291                                      | 393                                      | 684                                      | 236                                      | 920                                      | [ IGR 16 ]                               |
| 2017年（平成29年）                       | 290                                      | 384                                      | 674                                      | 221                                      | 895                                      | [ IGR 17 ]                               |
| 2018年（平成30年）                       | 292                                      | 358                                      | 650                                      | 219                                      | 869                                      | [ IGR 18 ]                               |
| 2019年（令和元年）                       | 301                                      | 342                                      | 643                                      | 207                                      | 850                                      | [ IGR 19 ]                               |
| 2020年（令和02年）                       | 264                                      | 334                                      | 598                                      | 129                                      | 727                                      | [ IGR 20 ]                               |
| 2021年（令和03年）                       | 259                                      | 333                                      | 592                                      | 132                                      | 724                                      | [ IGR 21 ]                               |
| 2022年（令和04年）                       | 230                                      | 344                                      | 575                                      | 138                                      | 713                                      | [ IGR 22 ]                               |
| 2023年（令和05年）                       | 236                                      | 320                                      | 555                                      | 162                                      | 717                                      | [ IGR 23 ]                               |
| 2024年（令和06年）                       | 251                                      | 295                                      | 546                                      | 172                                      | 717                                      | [ IGR 1 ]                                |

## 駅周辺
- 岩手警察署
- 岩手県立沼宮内高等学校
- 岩手県立沼宮内病院
- 岩手町立沼宮内小学校
- 岩手町立沼宮内中学校
- 岩手町総合運動公園
- 岩手町役場
- いわて沼宮内駅前郵便局
- 沼宮内郵便局
- 岩手町野球場
- 岩手銀行沼宮内支店
- 東北銀行沼宮内支店
- 北日本銀行沼宮内支店
- 道の駅石神の丘
  - 石神の丘美術館
- 天理教沼宮内分教会

## バス路線
| のりば | 運行事業者           | 系統・行先                                                                                                 |
| ------ | -------------------- | --- |
| 1      | JRバス東北           | 平庭高原（白樺号）：盛岡バスセンター方面 / 久慈駅方面                                                      |
| 2      | 岩手県北バス         | - B11・B12：沼宮内営業所方面 - B33・B35：中山方面 - B83：城山方面                                          |
| 3      | 岩手県北バス         | - B11・B12：盛岡バスセンター方面 - B51：大渡循環 - B61・B63・B64・B65・B66・B67・B68：一方井・黒石温泉方面 |
| 4      | （貸切バス乗降専用） | （貸切バス乗降専用）                                                                                       |

備考
JRバス東北岩手支所があった頃は、白樺号の乗務員交代も当駅で行っていた。岩手県北バスの路線は、2012年（平成24年）10月15日から経路番号が表記されるようになった。
旧駅舎だったころは、駅構内の路線バスの乗り入れは国鉄バス→JRバスの路線バスしか乗り入れが認められず、そのため岩手県北バスの路線バスは、現在の駅舎が完成してバス乗り場が整備されるまでは駅前の町道から発着していた。また同駅を始終着とする便は1つ南の末代橋発着とし、同停留所の転回場で折り返していた。

## その他
食べ物がおいしくないとき、「うまくない」とかけて「沼宮内」と言う古い洒落がある。落語のネタとしても使われ、7代目橘家圓蔵が「地噺」としてよく演じたとされる。駅弁売りが「弁当、弁当」と呼びかけると駅のアナウンスが「ぬ（う）まくない」と続くという形である。その当時は実際に沼宮内駅で駅弁が売られていたが、東北本線の電化によって補助機関車連結のための優等列車停車が不要となったため、販売は中断された。さらにその後、東北新幹線が停車するようになったため、駅弁は再び販売されるようになった。ただし、JTB時刻表 2025年3月号には、いわて沼宮内駅の駅弁の掲載は無い。

## 隣の駅
東日本旅客鉄道（JR東日本）
 東北・北海道新幹線
盛岡駅 - いわて沼宮内駅 - 二戸駅
IGRいわて銀河鉄道
■いわて銀河鉄道線
岩手川口駅 - いわて沼宮内駅 - 御堂駅

### 記事本文